# Petr Galuška
Petr Galuška (Blatnice pod Svatým Antonínkem, 8 luglio 1996) è un calciatore ceco, attaccante del Poříčí nad Sázavou.

## Carriera

### Club
Ha giocato nella massima serie dei campionati ceco e slovacco.

### Nazionale
Ha giocato nelle nazionali giovanili ceche dall'Under-16 all'Under-20.

## Statistiche

### Presenze e reti nei club
Statistiche aggiornate al 9 aprile 2021.
| Stagione        | Squadra         | Campionato      | Campionato | Campionato | Coppe nazionali | Coppe nazionali | Coppe nazionali | Coppe continentali | Coppe continentali | Coppe continentali | Altre coppe | Altre coppe | Altre coppe | Totale | Totale |
| Stagione        | Squadra         | Comp            | Pres       | Reti       | Comp            | Pres            | Reti            | Comp               | Pres               | Reti               | Comp        | Pres        | Reti        | Pres   | Reti   |
| --------------- | --------------- | --------------- | ---------- | ---------- | --------------- | --------------- | --------------- | ------------------ | ------------------ | ------------------ | ----------- | ----------- | ----------- | ------ | ------ |
| 2014-2015       | Slovácko        | 1L              | 3          | 0          | CRC             | 1               | 0               | -                  | -                  | -                  | -           | -           | -           | 4      | 0      |
| 2016-.lug 2017  | Karviná         | 1L              | 6          | 1          | CRC             | 1               | 0               | -                  | -                  | -                  | -           | -           | -           | 7      | 1      |
| lug.-dic. 2017  | Viktoria Žižkov | 2L              | 11         | 1          | CRC             | 1               | 0               | -                  | -                  | -                  | -           | -           | -           | 12     | 1      |
| 2018-2019       | Karviná         | 1L              | 14         | 2          | CRC             | 2               | 0               | -                  | -                  | -                  | -           | -           | -           | 16     | 2      |
| 2019-feb. 2020  | Karviná         | 1L              | 7          | 0          | -               | -               | -               | -                  | -                  | -                  | -           | -           | -           | 7      | 0      |
| Totale Karviná  | Totale Karviná  | Totale Karviná  | 21         | 2          |                 | 2               | 0               |                    | -                  | -                  |             | -           | -           | 23     | 2      |
| feb.-lug. 2020  | GKS Jastrzębie  | IL              | 13         | 1          | -               | -               | -               | -                  | -                  | -                  | -           | -           | -           | 13     | 1      |
| 2020-gen. 2021  | Slavoj Vyšehrad | 2L              | 3          | 0          | -               | -               | -               | -                  | -                  | -                  | -           | -           | -           | 3      | 0      |
| gen.-mag. 2021  | Pohronie        | SL              | 9          | 0          | CS              | 1               | 1               | -                  | -                  | -                  | -           | -           | -           | 10     | 1      |
| Totale carriera | Totale carriera | Totale carriera | 66         | 5          |                 | 6               | 1               |                    | -                  | -                  |             | -           | -           | 72     | 6      |